# Monroe (Indiana)
Monroe – miasto w Stanach Zjednoczonych, w stanie Indiana, w hrabstwie Adams.